# Lugalzaggeszi

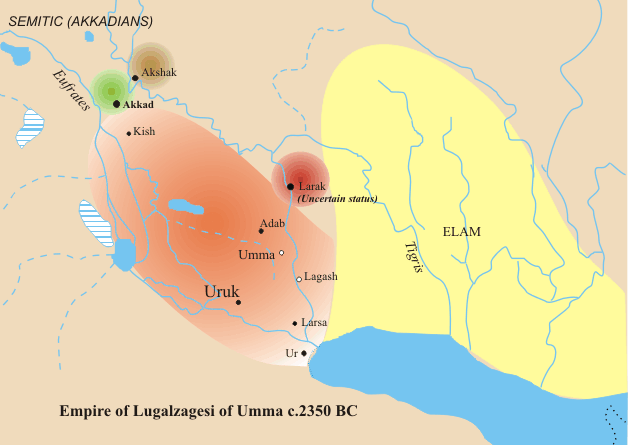
Lugalzageszi birodalma az i. e. 24. században

Lugalzaggeszi (i. e. 24. század, lugal-zag-ge4-si = LUGAL.ZAG.GI4.SI = 𒈗𒍠𒄄𒋛) a dél-mezopotámiai Umma város sumer "szent uralkodója" (enszi) volt. Nevét a sumer normalizált alak (lugalzaggesi) alapján Lugalzeggeszinek írjuk. Néha Lugalzageszi vagy Lugalzaggéiszi. A 20. század első felében az Ungalzaggiszi névalak is elterjedt. Apja neve – Bubu – akkád, így valószínű, hogy nem sumer származású.
Ő lett a III. uruki dinasztia egyetlen uralkodója. Expanzív külpolitikát folytatott, meghódította Lagast (i. e. 2375. körül) – megdöntve ezáltal Uruinimgina uralmát –, majd elfoglalta Urt, Kist, Nippurt, és Urukot – ahová aztán áthelyezte a királyi székhelyét. Az első király volt, aki megteremtette az egységes sumer királyságot a korábbi városállami széttagoltság helyett. Sumer elfoglalása után birodalmát kiterjesztette egész Mezopotámiára; a Földközi-tenger keleti partjáig húzódott birodalma határa. Legfőbb eredményének azt tartotta, hogy „biztosította az utakat”, ami a kereskedelem mindenen túlmutató fontosságára utal. 25 évig ült a trónon, majd át kellett adnia országát Sarrukínnak, Akkád nagy hatalmú sémi uralkodójának, akitől egyetlen csatában vereséget szenvedett. Lugalzaggeszit nyakkalodában állították a nippuri Ékur kapujához, további sorsa ismeretlen.